# ورزش

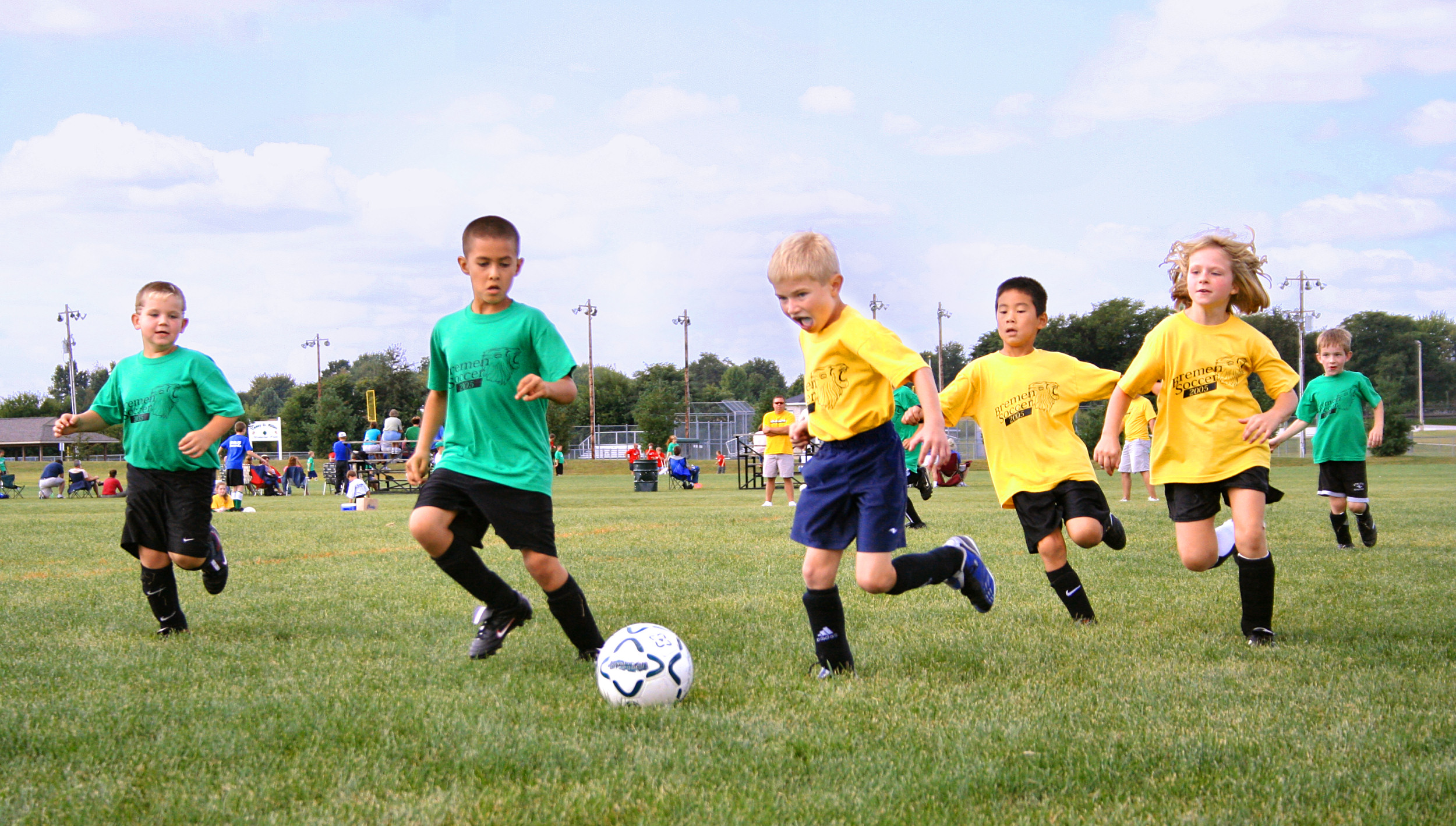
ورزش در دوران کودکی.

وَرزِش به هر گونه‌ فعالیت فیزیکی بدن گفته می‌شود که شرکت کنندگان آن می‌توانند به صورت منظم و سازمان یافته یا گاه به گاه در آن شرکت کنند و از آن برای بهبود تناسب اندامشان و تعادل روان یا فراهم آوردن سرگرمی و تفریح بهره ببرند. ورزش می‌تواند به صورت رقابتی برگزار شود که در این صورت باید بر پایهٔ رشته قوانینی که مورد توافق همگان است، یک یا چند برنده در آن مشخص گردد که در این‌گونه ورزش‌ها شرکت‌کنندگان باید درجه‌ای از توانمندی‌های مربوط به آن رشته به‌ویژه در رده‌های بالاتر را داشته باشند. ورزش به دو دسته کلی بخش می‌شود:
- ورزش انفرادی
- ورزش تیمی

هم‌اکنون با در نظر گرفتن ورزش‌های تک نفره، صدها رشتهٔ ورزشی وجود دارد. ورزش‌های گروهی می‌تواند افراد را در قالب دو یا چند گروه دسته‌بندی کند و تیم‌ها با هم رقابت کنند. گونه‌هایی از فعالیت‌های غیر فیزیکی وجود دارد که گاهی آن‌ها را به ورزش نسبت می‌دهند و به آنها ورزش فکریگفته می‌شود؛ برای نمونه می‌توان به ورق‌بازی و بازی‌های تخته‌ای و فکری اشاره کرد.

## تعریف

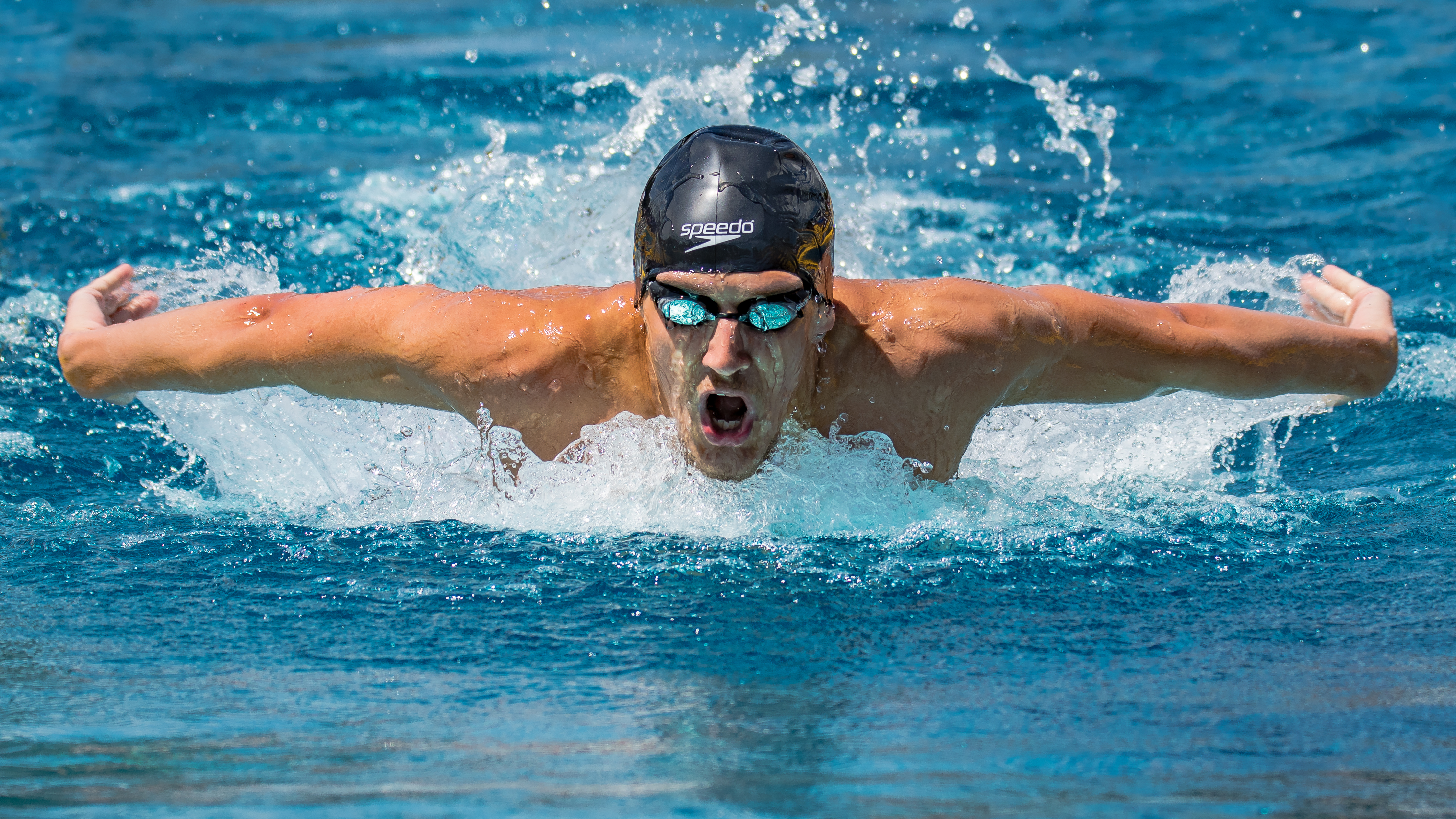
شنای پروانه (مردان)

تعریف ورزش به هدف و منظور از انجام آن بستگی دارد:
برای نمونه رقابت‌های شنا که در برابر هزاران نفر در یک استخر سرپوشیده ویژهٔ مسابقات انجام می‌گیرد یک گونه از ورزش به‌شمار می‌رود در حالی که شنا در یک استخر معمولی یا در دریا یک تفریح شمرده می‌شود. رشته‌های فراوانی در ورزش وجود دارند و مردم زمان و هزینه زیادی را چه به عنوان شرکت‌کننده و چه به عنوان تماشاگر صرف ورزش می‌کنند. ورزش و ورزش کردن طی سالیان طولانی از قالب یک تفریح و سرگرمی به قالب یک حرفه و فعالیت درآمده‌است و تعداد بی شماری از ورزشکاران حرفه‌ای در سراسر جهان از طریق ورزش به ثروت رسیده‌اند. این یکی دیگر از ویژگی‌های ورزش به‌شمار می‌آید. امروزه ورزش زنان نیز جایگاه ویژه‌ای در مجامع بین‌المللی پیدا کرده‌است. ولی با این وجود به ورزش بانوان آنگونه که در خور آن باشد توجه نمی‌شود که امید است در آینده‌ای نزدیک حمایت‌های ویژه‌ای از آن به عمل آید.

## ریشه‌شناسی
واژهٔ ورزش که از دیرباز معنای تمرین و ممارست داشت. هنگام تصویب «قانون ورزش اجباری در مدارس» در ۱۶ شهریور ماه ۱۳۰۶ خورشیدی به‌طور رسمی به معنای امروزی وارد قاموس واژگان دولتی ایران شده‌است. توسعهٔ ورزش‌ها، با توجه به گذشتهٔ کامل آن‌ها، مطالب مهمی را دربارهٔ دگرگونی‌های اجتماعی و دگرگونی‌های خود ورزش‌ها آشکار می‌نمایند.
ورزش از نظر لغوی اسم مصدر است. به معنای «ورزیدن» و برزیدن مصدر آن، یعنی کارکردن، عمل کردن، کوشیدن، پیاپی انجام دادن و ریاضت کشیدن است. معادل کلمهٔ ورزش در زبان انگلیسی "sport" است که به هر نوع فعالیت بدنی و بازی که منجر به انجام مسابقه و نمایش مهارت بین دو فرد یا دو گروه شود و ملزم به انجام تمرین‌های مداوم و فراگرفتن مهارت در یک حرکت یا رشته ورزشی باشد گفته می‌شود.

## پیشینه
کشف‌های بسیار نوینی در فرانسه، آفریقا و استرالیا دربارهٔ هنر غارنشین‌ها وجود دارد (برای نمونه لاسکائوکس) که مربوط به زمان ماقبل تاریخ است اطلاعات زیادی دربارهٔ جشن‌های مذهبی و رفتار انسان‌ها از آن دوران را در دسترس انسان ها قرار می‌دهد. دانشمندان با کمک تاریخ‌نویسی کربنی دریافته‌اند که پیشینهٔ برخی از این منابع به ۳۰۰۰۰ سال پیش بازمی‌گردد. شواهد مستقیم و کافی دربارهٔ ورزش از این منابع به دست نیامده‌است اما می‌توان این برداشت را داشت که فعالیت‌هایی در آن دوران وجود داشته که برابر ورزش در زمان ما می‌شده‌است.
واقعیت‌های هنری و ساختاری وجود دارد که نشان می‌دهد که در ۴۰۰۰ سال پیش از میلاد مسیح چینی‌ها با ورزش و فعالیت‌های شبیه آن سر و کار داشته‌اند. به‌نظر می‌رسد که ورزش ژیمناستیک یکی از ورزش‌های پرطرفدار و عمومی در چین باستان بوده‌است. آثار باقی‌مانده از فرعون‌ها نشان می‌دهد که تعداد زیادی از ورزش‌ها، شامل شنا و ماهیگیری، به‌طور کامل گسترش یافته و تکمیل شده بود و به‌طور منظمی در چندین هزار سال قبل در مصر باستان انجام می‌شده‌اند. سایر ورزش‌های مصر باستان شامل پرتاب نیزه، پرش ارتفاع و کشتی گرفتن بود. ورزش‌های ایران یا پرشیای باستان مانند هنر نظامی ایرانیان در زمان زرتشتیان ارتباط نزدیکی با مهارت‌های دفاعی و رزمی جنگی داشت. از رشته‌های ورزشی دیگری که در پرشیا رواج داشت از چوگان و شمشیر بازی می‌توان نام برد. در اروپا، علائم باقی‌مانده از ایرلند باستان شمایلی از آماده کردن جنگاوران برای جنگ را نشان می‌دهد که یادآور ورزش هاکی ایرلندی در عصر حاضر است. پیشینه این تصاویر به ۱۳ قرن قبل از میلاد مسیح بازمی‌گردد.
شمار زیادی از رشته‌های ورزشی از قبیل، کشتی، دو، بوکس، پرتاب نیزه، پرتاب دیسک، راندن گاری در زمان یونان باستان وجود داشته‌اند. این فعالیت‌ها ارتباط فرهنگ نظامی و توسعه ورزش در یونان باستان را نشان می‌دهد. از زمانی که یونانی‌ها المپیک را به وجود آوردند، ورزش بخشی از فرهنگ این کشور شده‌است. بازی‌های المپیک در ابتدا هر چهار سال یکبار در المپیا (دهکده کوچکی در پلئوپونس) برگزار می‌شده‌است. از آن روزگار تا زمان حال این ورزش‌ها به‌شکل فزاینده‌ای سازمان یافته‌تر شده‌اند و مقررات ویژه‌ای برای آن‌ها تدوین شده‌است. صنعتی شدن زمان استراحت و تفریح بیشتری برای شهروندان کشورهای توسعه یافته و در حال توسعه فراهم کرده و باعث شده مدت زمان بیشتری برای ورزش صرف کنند. چه به‌عنوان تماشاچی مسابقه‌های هیجان‌انگیز ورزشی و چه به‌عنوان شرکت‌کننده در این‌گونه رقابت‌ها. این گرایش‌ها و تمایل‌ها با کارایی مد یا وسایل ارتباط جمعی گسترده و ارتباطات جهانی وسیع ادامه دارد. حرفه‌ای شدن در یک ورزش یک مورد و امتیاز خاصی شده و به‌علاوه بودن آن‌ها محبوبیت و مردمی بودن ورزش‌ها را افزایش داده‌است، تا آن جا که طرفداران ورزش‌ها شروع به تبلیغ و نمایش ورزشکاران حرفه‌ای از طریق رادیو، تلویزیون و اینترنت کرده‌اند که همه آن‌ها در تمرین‌ها و رقابت‌های ورزشی با ورزش‌های آماتور شرکت و نقش دارند. فوتبال محبوب‌ترین و مردمی‌ترین ورزش در سطح جهان است.

## روحیه ورزشکاری
تحریک و تحرک بخشیدن به ورزش‌ها اغلب یک حالت و وسیله بیاد ماندنی نمی‌باشد. برای مثال، پیشقدمان دریانوردی و قایق‌رانی اغلب می‌گفتند که اغلب مسابقه قایق‌های باد شونده به معنی تحریک بخشیدن به مهارت‌های یادگیرندگان قایق‌رانی و دریانوردی است. اما با وجود این، اغلب مهارت‌های محرک برای افزایش قابلیت کارایی و عملکرد در موقع رقابت بیشتر از یادگیری باهم ادغام می‌شوند. روحیه ورزشکاری یک روحیه یا حالتی را بیان می‌کند که از آن فعالیت یا رقابت بخاطر خود آن لذت می‌برند. این حالت عاطفی معروف توسط خبرنگار ورزشی Grantland Rice به این صورت معنی می‌شود که مهم نیست که شما برنده یا بازنده شدید بلکه این مهم است که بازی را انجام داده‌اید. و شعار المپیک مدرن که توسط بنیان‌گذار آن پییر د کوبرتن این است. مهم‌ترین چیز این نیست که برنده نشدید اما این است که شما شرکت کردید، نمونه‌هایی از بیان این حالت عاطفی مناسب هستند. بیان می‌شود.
اما اغلب فشار برای رقابت یا یک تمایل فردی برای احراز کارایی مانند فشار و زور تکنولوژی می‌تواند بر بازی لذت بخش و رقابت عادلانه توسط شرکت کنندگان تأثیر بگذارد.
افراد مسئول برای فعالیت‌های تفریحی اغلب در جستجوی شناخته شدن و کسب احترام در ورزش‌ها هستند که با پیوستن به فدراسیون ورزش‌ها مانند کمیته بین‌المللی المپیک یا با تشکیل هیئت منظم و قانونی اقدام به این کار می‌کنند. در این صورت ورزش‌ها از حالت تفریحی به حالت رسمی عوض می‌شوند: در ارتباط با اعضای جدید اخیر از قبیل دوچرخه سواران کوهنوردان برفی، و کشتی‌گیران هستند بعضی از این فعالیت‌ها جنبه عمومی و همگانی دارند اما شکل‌گیری غیریکسان در فرم‌های مختلف برای مدت زمان طولانی دوام داشته‌است. در حقیقت، مقررات رسمی ورزش‌ها در ارتباط با زندگی مدرن و توسعه فزاینده است.
روحیه ورزشکاری، تحت هر اسمی مربوط به رفتار رقابت‌کننده در قبل، در طی و بعد از رقابت می‌باشد. نه تنها اگر یک ورزشکار برنده شود باید روحیه ورزشکاری خوبی داشته باشد و آن را حفظ کند بلکه اگر او ببازد باید هم چنین این روحیه را حفظ کند. برای مثال در فوتبال روحیه ورزشکاری چنان ملاحظه شده‌است که برای معالجه یک ورزشکار زخمی از طرف مقابل توپ را به بیرون از زمین بازی شوت می‌کند که امکان معالجه او را فراهم سازند. به‌طور دوجانبه تیم دیگر انتظار دارد که توپ را در موقع پرتاب به داخل زمین بازی دریافت کند.
خشونت در ورزش‌ها شامل رد شدن از روی خط رقابت عادلانه و ایجاد خشونت و دعوا است. ورزشکاران، مربیان، طرفداران آن‌ها و والدین بعضی وقتها رفتار خشونت‌آمیز را علیه افراد یا املاک و تأسیسات در نمایش ناراحتی از عادلانه بودن نمایش، احاطه طرف مقابل و عصبانیت یا جشن و سرور در پیش می‌گیرند.
وحیه ورزشی به مجموعه‌ای از ارزش‌ها، نگرش‌ها و رفتارهایی گفته می‌شود که در محیط‌های ورزشی به کار گرفته می‌شوند و نمایانگر احترام، انصاف، همکاری و اخلاق‌مداری هستند. این مفهوم نه تنها در رقابت‌های ورزشی بلکه در زندگی روزمره نیز به عنوان نمادی از ارزش‌های انسانی شناخته می‌شود.
اصول روحیه ورزشی
روحیه ورزشی بر پایه چند اصل کلیدی بنا شده است:
	1.	احترام به قوانین و رقبا: پذیرش قوانین بازی و رفتار منصفانه با رقبا.
	2.	پذیرش شکست و پیروزی: نمایش وقار در پیروزی و شکست و احترام به نتایج رقابت.
	3.	تلاش و تعهد: انجام بهترین تلاش با تمام توان، حتی در شرایط دشوار.
	4.	همکاری و تیم‌گرایی: احترام به اعضای تیم و کار گروهی برای دستیابی به اهداف مشترک.
	5.	پرهیز از تقلب و تخلفات اخلاقی: رفتار صادقانه در رقابت و پرهیز از هرگونه اقدام غیرقانونی.
اهمیت روحیه ورزشی
روحیه ورزشی نقش مهمی در توسعه شخصیت ورزشکاران و بهبود کیفیت رقابت‌های ورزشی دارد. این مفهوم به ورزشکاران کمک می‌کند تا از رقابت نه تنها برای پیروزی بلکه برای رشد شخصی و اجتماعی بهره‌مند شوند.
مطالعات نشان داده‌اند که تیم‌ها و ورزشکارانی که دارای روحیه ورزشی بالا هستند، تمایل بیشتری به همکاری، احترام و موفقیت پایدار دارند.
روحیه ورزشی در زندگی
روحیه ورزشی تنها محدود به میدان‌های ورزشی نیست. ارزش‌های مرتبط با این مفهوم می‌توانند در زندگی روزمره نیز به کار گرفته شوند و به عنوان ابزاری برای توسعه مهارت‌های فردی و اجتماعی مورد استفاده قرار گیرند.
نمونه‌هایی از رفتارهای روحیه ورزشی
	•	کمک به حریف مصدوم در جریان بازی.
	•	عذرخواهی پس از برخورد نادرست.
	•	تشویق رقبا به جای تمسخر آن‌ها.
نتیجه‌گیری
روحیه ورزشی نشان‌دهنده بلوغ ذهنی و اخلاقی ورزشکاران است و به عنوان یک عنصر کلیدی در ایجاد محیط‌های ورزشی سالم و منصفانه شناخته می‌شود. آموزش و ترویج این مفهوم می‌تواند تأثیرات مثبتی بر جامعه ورزش و فراتر از آن داشته باشد.
منابع
	•	[منبع ۱: مقاله علمی درباره روحیه ورزشی]
	•	[منبع ۲: کتاب اخلاق در ورزش،

## خوراک

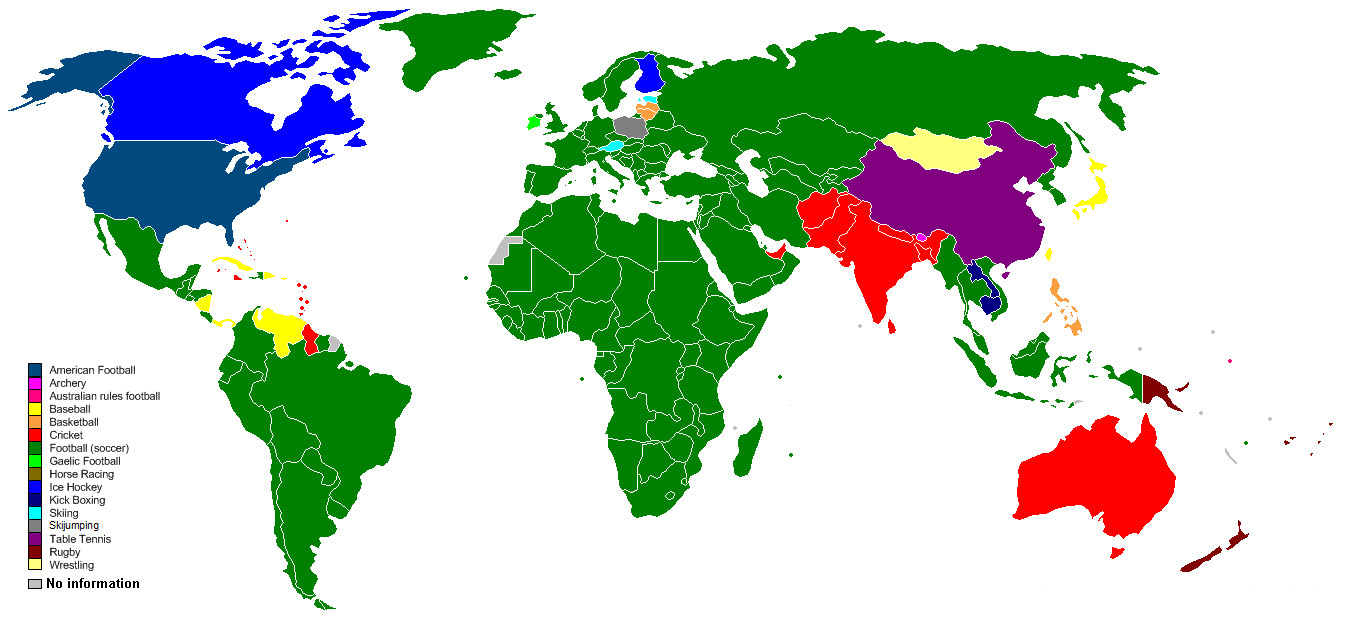
ورزش های محبوب هر کشور

امروز بیش از هر زمان دیگری ارزش فعالیت‌های بدنی و نقش آن در سلامت شناخته شده‌است. در واقع زندگی ماشینی، فعالیت‌های حرکتی روزمره را کاهش داده و برای جلوگیری از بروز بسیاری از بیماری‌ها ورزش امری ضروری است. گاهی یک ورزشکار فراتر از حفظ سلامتی در رشته‌ای خاص جهت کسب مقام قهرمانی کوشش مستمر می‌نماید که در این شرایط تمامی عوامل در بدن تغییر می‌کنند. قلب، ریه، دستگاه گوارش، هورمون‌ها، سیستم عصبی و به‌خصوص ماهیچه‌ها نیاز به تطابق با وضعیت جدید دارند. در واقع هیچ استرس و فشاری مانند یک ورزش سنگین و طولانی مدت روی بدن تأثیر نمی‌گذارد؛ بنابراین جهت کسب مقام قهرمانی یکی از مسایل مهم، تغذیه ورزشکاران است. ورزشکاران برای ریکاوری بهتر و گرفتن نتیجه بهتر مصرف ویتامین‌های A,B،CD,E،zinc,iron,K،Calcium,chromium کنند. رسیدن ویتامین‌های لازم به بدن باری فعالیت‌های ورزشی بسیار مهم است و با رعایت این امر نتیجه بهتر حاصل می‌شود.

### انرژی
انرژی مورد نیاز برای یک ورزشکار به عوامل مختلفی مثل خصوصیات فردی ورزشکار (قد، وزن، جثه فرد، جنس، سن و بلوغ)، مدت ورزش، نوع و شدت ورزش و شرایط جغرافیایی محل زندگی فرد و شرایط روحی و روانی فرد بستگی دارد. به‌طور کلی طی فعالیت ورزشی از یک طرف میزان متابولیسم پایه (BMR) افزایش می‌یابد و از طرف دیگر فعالیت فرد زیاد می‌شود؛ بنابراین مقدار نیاز انرژی بین ۳ تا ۶ هزار کیلو کالری در روز توصیه می‌شود. برای ورزش‌های سنگین مثل اسکی، ماراتن و ورزش‌های تیمی حداکثر انرژی لازم است که برای این نوع ورزش‌ها توصیه می‌شود ۷۵–۷۰ درصد کالری رژیم از منبع کربوهیدرات که قسمت اعظم آن از نوع کمپلکس می‌باشد تأمین گردد.
در ورزش‌هایی که انرژی زیادی در مدت کوتاه نیاز دارند مثل کشتی و شنای ۵۰ متر، میزان نیاز انرژی بین ۵۰۰–۳۰۰۰ کیلو کالری است. کمترین میزان نیاز به انرژی مربوط به فعالیت‌های ورزشی با شدت کم و مدت طولانی یا ورزش‌هایی که با شدت زیاد و مدت کم انجام می‌شود است. ورزش‌هایی مثل پرش طول، پرش ارتفاع، پرتاب دیسک، پرش با نیزه و غیره… به‌طور کلی میزان نیاز انرژی برای زنان ورزشکار ۱۰ درصد کمتر از مردان ورزشکار می‌باشد. در این‌گونه ورزش‌ها بدن نیاز به ریکاوری و مواد معدنی و مغذی لازم را دارد.

### پروتئین
پروتیین برای رشد و بازسازی، انقباض عضلانی و گاهی تولید انرژی برای ورزشکاران لازم است. اما مصرف زیاد پروتیین بر قدرت عضلانی نمی‌افزاید (فقط حجم عضلات را زیاد می‌کند) و توصیه می‌شود ۱۵–۱۲ درصد انرژی مصرفی بایستی از منبع پروتیین تأمین شود. چون نیاز ورزشکاران به انرژی افزایش می‌یابد، بنابراین مقدار پروتیین مورد نیاز برای فعالیت‌های ورزشی حداکثر ۵/۱ گرم به ازای هر کیلوگرم وزن بدن در روز است که در مورد پروتیین مصرفی توصیه می‌شود.
نسبت پروتیین حیوانی به گیاهی ۶۰ به ۴۰ می‌باشد و نوع پروتیین مصرفی بهتر است از گوشت‌های کم چربی (گوشت سفید مثل مرغ و ماهی) و بیشتر به صورت کبابی یا آب‌پز باشد. سفیده تخم مرغ و لبنیات کم چربی نیز از منابع خوب پروتیین هستند. جگر منبع خوبی از پروتیین، آهن، فسفر، ویتامین‌های گروه AوB می‌باشد. اما به دلیل اینکه غنی از اسیدهای نوکلییک، ترکیبات پورین‌دار و کلسترول است، مصرف آن بیش از هفته‌ای یک بار توصیه نمی‌شود. باید به این نکته توجه کرد که مصرف زیاد پروتیین باعث ایجاد عوارضی مثل از دست دادن کلسیم، خشکی بدن، ایجاد نقرس، دهیدراتاسیون یا کاهش آب بدن، کنونریس و اختلالات کلیوی می‌شود.

### چربی
جهت تولید انرژی برای فعالیت‌هایی که مدت زیادی طول می‌کشد سوختن مواد حاوی چربی ضروری است. با طولانی شدن ورزش، اسیدهای چرب آزاد از ذخایر بافت چربی رها می‌شوند و برای مصرف عضلات به عنوان سوخت استفاده می‌شوند.
عضلات در ۶۰ تا ۹۰ دقیقه ابتدای ورزش از گلوکز و گلیکوژن ذخیره شده‌استفاده می‌کنند و پس از ۹ دقیقه اسیدهای چرب آزاد جهت سوخت مصرف می‌شوند. تحقیقات نشان داده‌است که چربی زیاد در رژیم غذایی باعث کاهش قدرت ورزشکاران می‌شود. در تحقیقی که روی دوچرخه سواران انجام گرفته مشاهده شده دوچرخه سوارانی که غذای مصرفی آن‌ها غنی از کربوهیدرات پیچیده (نان‌های سبوس دار، پاستا و…) و محدود از چربی بوده، تا ۲۴۰ دقیقه دوچرخه‌سواری کرده‌اند. در حالی که در نتیجه خوردن غذای چرب مقاومت آن‌ها کم شده و حداکثر تا ۷۵ دقیقه توانسته‌اند فعالیت دوچرخه سواری داشته باشند. به‌طور کلی چربی مصرفی باید کمتر از ۲۵ درصد کالری رژیم باشد که از این مقدار ۱۰ درصد آن به اسیدهای چرب غیر اشباع حاوی چند باند دوگانه (روغن گیاهی مایع) اختصاص داده شود.

### آب
آب تنها ماده‌ای است که کمبود یا فقدان آن تهدید جدی برای سلامتی است. به‌خصوص در فعالیت‌های ورزشی فقدان آب یا کمبود آب سبب خستگی زودرس ورزشکار می‌شود. نقش آب برای فعالیت قلب و عروق، متابولیسم مواد مغذی، سیستم تنظیمی حرارت بدن و همچنین دفع مواد زاید حاصل از متابولیسم سلولی است. از طرف دیگر انتقال آب از داخل به خارج از سلول و بالعکس متضمن جابجایی یون‌های سدیم، پتاسیم، کلرومنیزم است. هر چند که عرق یک ترکیب هیپوتونیک (رقیق) است و غلظت سدیم، پتاسیم و کلر در عرق کمتر از خون است، ولیکن در فعالیت‌های طولانی مدت تعریق زیاد سبب افزایش غلظت خون و در نتیجه خستگی و عدم توان ورزشی می‌شود. مصرف نوشیدنی‌ها و ترکیب آن در فعالیت‌های ورزشی به عواملی مثل حرارت محیط، رطوبت محیط، خصوصیات مورفولوژیک و بیوشیمیایی فرد و شدت و مدت ورزش بستگی دارد. توصیه می‌شود که مصرف روزانه آب برای هر نفر بین ۶ تا ۸ لیوان باشد. به‌طورکلی توصیه می‌شود قبل از مسابقات ورزشی حدود ۵۰۰–۴۰۰ سی سی از نوشیدنی‌های مختلف که حاوی گلوکز است، استفاده شود و گاهی کمی الکترولیت به این نوشیدنی‌ها اضافه شود.

### مواد معدنی
در حین فعالیت‌های ورزشی نیاز به مصرف بسیاری از مواد معدنی در ورزشکاران افزایش می‌یابد. به عنوان مثال نیاز به کلسیم در ورزشکاران زیادتر می‌شود زیرا کلسیم در افزایش دانسیته استخوانی، از بین رفتن استرس‌های ناشی از ورزش و افزایش توان ورزشی نقش بسزایی ایفا می‌کند. نیاز به منیزیم افزایش می‌یابد زیرا منیزیم در متابولیسم مواد مغذی و تولید انرژی شرکت می‌کند. نیاز به فسفر افزایش می‌یابد به دلیل اینکه فسفر در تنظیم انرژی به صورت ATP، تعادل اسید و باز و در نتیجه افزایش توان ورزشی مؤثر است.

### ویتامین‌ها
مصرف ویتامین‌ها باید در ورزشکاران جهت افزایش توان ورزشی و کاهش خستگی ناشی از ورزش افزایش یابد. این گروه از مواد مغذی هرچند نقش انرژی‌زایی ندارند و لیکن به صورت کوآنزیم در متابولیسم مواد مغذی شرکت می‌کنند. به عنوان مثال ویتامین‌های B2،B1،B3 همگی برای انرژی‌زایی نقش مهمی دارند. مصرف ویتامین B6 باید در بدن سازان بیشتر شود چون این ویتامین نقش مهمی در سنتز پروتیین‌ها بر عهده دارد. کمبود ویتامین B۱۲ و اسید فولیک در ورزشکاران گیاهخوار که برای چند سال این رژیم را داشته‌اند شایع است و مصرف مکمل برای این گروه توصیه می‌شود.

### فعالان
هنگامی که آپارتاید رویه سیاسی آفریقای جنوبی بود بسیاری از افراد ورزشکار بخاطر خواست وجدان خود در رقابت‌های ورزشی در آنجا حاضر نمی‌شدند. بعضی این رویه را مشارکت مؤثری در فروپاشی و اضمحلال آپارتاید در آن منطقه می‌دانند و بعضی فکر می‌کنند که این کار عمر آن رویه را طولانی کرده و تأثیرهای بدی بجا گذاشته‌است.
در تاریخ ایرلند ورزش‌های ایرلندی محلی به ناسیونالیسم فرهنگی مربوط شده‌اند. تا نیمه قرن بیستم میلادی یک شخص می‌توانست از شرکت در بازی فوتبال ایرلندی، هاکی یا ورزش‌های دیگری که توسط انجمن ورزشکاران ایرلندی قبول شده بودند به دلیل شرکت در فوتبال یا بازی دیگر حمایت شده از طرف بریتانیای کبیر از بازی در تیم‌های محلی محروم شود. تا زمان اخیر GAA به محروم سازی در بازی فوتبال و اتحادیه راچبی در بازی‌های محلی ایرلندی ادامه می‌داد. این محروم سازی هنوز اعمال می‌شود، اما برای بازی فوتبال و راچبی که در پارک کروک بازی می‌شود تا زمانی که جاده لانسداو تعمیر می‌شود، اجازه داده شده‌است. تا زمان اخیر تحت قانون ۲۱ از GAA اعضای نیروهای امنیتی انگلستان و اعضای اعضای خانواده سلطنتی انگلستان از بازی در تیم‌های ایرلندی محروم بودند اما، توافق‌نامه روز جمعه خوب در سال ۱۹۹۸ به واقعه این محروم سازی پایان داد.
ناسیونالیسم اغلب شواهدی عمومی برای ایجاد خشوند در ورزش‌ها یا در گزارش افرادی است که در تیم‌های ملی رقابت می‌کنند یا نکته پردازان و حضاری که می‌توانند یک مشاهده پارتیزانی نشان دهند می‌باشد. این گرایش‌ها برخلاف اصول بنیادی خود ورزش‌ها است که آن را بخاطر خودش و لذت بردن از شرکت در آن جالب می‌داند، است.
ورزش‌ها وابستگی‌ها و ارتباطات بسیاری با هنر دارند. اسکیت روی یخ و تای چی، برای مثال ورزش‌هایی هستند که با نمایش‌های هنری در اساس خود نزدیک می‌باشند. تماشای این فعالیت‌ها با تجربه تماشای رقص باله نزدیک و یکسان است. به‌طور مشابه، فعالیت‌های دیگری هستند که وجوه ورزشی و هنری در عمل و اجرای خود شامل می‌باشند، مانند عملیات هنری، ژیمناستیک هنری، بدن سازی، پارکور، یوگا، بوسابول، پرش با اسب و غیره. شاید بهترین مثال گاوبازی تورئو است که در اسپانیا در صفحات هنری روزنامه‌ها گزارش می‌شود.
این حقیقت که هنر خیلی به ورزش‌ها نزدیک است به‌طوری‌که در بعضی وضعیت‌ها محتملا با طبیعت ورزش‌ها ارتباط دارند. تعریف «ورزش» که در بالا ذکر شده این عقیده را توسعه داده که یک فعالیت که اجرا و عمل می‌شود فقط برای منظورهای عمومی و معمولی نمی‌باشد، برای مثال، اجرای آن‌ها برای احراز موقعیت‌ها نیست، اما اجرای آن‌ها بخاطر خودشان و به روشی که بهتر می‌توانند اجرا شوند، می‌باشد.
این مورد خیلی مشابه به مشاهده عمومی و همگانی از ارزش‌های تجلیل هنری است که به عنوان بعضی چیزهای گفته شده در بالا با ارزش‌های عملکردی جدی از استفاده معمولی از موارد نتیجه می‌شود؛ بنابراین یک تجلیل از ارزش‌های هنری یک اتومبیل خوش شانس است که فقط مسیر Aتا B را طی نمی‌کند بلکه ما را از استفاده از آن شاد و خوشحال و آماده می‌کند و روحیه شاد و شادابی می‌بخشد.
به همان طریق یک قابلیت ورزشی مانند پرش فقط ما را برای استفاده از روش‌های مناسب برای پرش و اجتناب از موانع یا گذشتن از روی رودخانه‌ها خوشحال و راضی نمی‌کند.. آن ما را بخاطر توانایی، مهارت و سبکی که نشان داده می‌شود خوشحال و شاد می‌کند.
هنر و ورزش احتمالاً در زمان یونان باستان هنگامی که ژیمناستیک و سالیستنیک با تجلیل و تحسین از خدایان و تقدیر از زیبایی و هنر بدنسازی، شجاعان و کوه‌های آرت که توسط شرکت کنندگان نمایش داده می‌شدند، به‌طور واضحی ارتباط داده شده‌اند. واژه مدرن «هنر» به عنوان مهارت به این مورد آرت در یونان باستان مربوط می‌شود. نزدیکی هنر و ورزش در این زمان‌ها در طبیعت بازی‌های المپیک نشان داده شده‌است، همان‌طور که ما دیده‌ایم، جشن‌هایی از فعالیت‌های ورزشی و هنری، شعر خوانی، مجسمه‌سازی و آرشیتکت می‌باشند.

## فناوری
فناوری نقش مهمی در ورزش‌ها دارد که به سلامت یک ورزشکار، تکنیک‌های یک ورزشکار یا ویژگی‌های تجهیزاتی که از آن‌ها استفاده می‌کند، مربوط می‌شود. تجهیزات— چون ورزش‌ها به‌طور رقابتی رشد یافته‌اند، احتیاج برای تجهیزات بهتر افزایش یافته‌است. کلوب‌های گلف، راکت‌های بیس بال، توپ‌های فوتبال، اسکیت‌های هاکی، و تجهیزات دیگر به‌طور قابل ملاحظه‌ای با اعمال فناوری جدید عوض شده‌اند.
بهداشت و سلامتی— از چگونگی تغذیه تا معالجه زخمی‌ها، که به اطلاعات در مورد بدن انسان در آن زمان‌ها بستگی داشته، یک حالت و خصوصیات ورزشکار بالقوه افزایش یافته‌است. حالا ورزشکارها قادر هستند که تا سنین بالاتری بازی کنند، به‌سرعت زخم‌های خود را مداوا کنند، و بیشتر و بهتر از ورزشکاران نسل‌های قبلی آموز دستورالعمل‌ها— فناوری پیشرفته فرصت‌های جدیدی برای تحقیق در مورد ورزش‌ها به‌وجود آورده‌است. حالا امکان آنالیز جنبه‌های ورزش‌ها که قبلاً خارج از درک و فهم بودند، امکان‌پذیر است. با امکان ضبط حرکات برای ثبت حرکات ورزشکار، یا استفاده از یک کامپیوتر پیشرفته برای نمایش سناریوی مدل فیزیکی، به‌طور فزاینده‌ای توانایی ورزشکاران را در مورد درک آنچه که آن‌ها انجام می‌دهند و چگونه می‌توانند این اعمال خود را بهبود بخشند فراهم شده‌است.

## صنعت ورزش
گونه‌ای از بازارهای اقتصادی است، که در آن افراد، شرکت‌ها، کسب‌وکارها و سازمان‌های درگیر در تولید، تسهیل، ترویج یا سازماندهی بر فعالیت‌های ورزشی متمرکز می‌باشند. محصولات عرضه شده به خریداران در این بازار، شامل: کالا، خدمات عملی و علمی که در دوره‌های ورزشی، سمینارها کارگاه‌ها و کنفرانس‌ها، اشخاص، مکان‌ها یا ایده‌هایی می‌باشند، که به‌صورتی با ورزش مرتبط هستند. صنعت ورزش، با فراهم آوردن امکانات پیشرفته و قابل دسترس، تجهیزات، کالا، خدمات و حمایت‌های مالی، نقش مهمی در توسعه ورزش دارد.

### بازاریابی ورزشی
شاخه‌ای از بازاریابی است که همزمان بر تبلیغ برنامه‌های ورزشی و تیم‌ها و همچنین تبلیغ کالاها و خدمات دیگر از طریق برنامه‌های ورزشی و تیم‌های ورزشی توجه دارد. در این سرویس عناصری که تبلیغ می‌شوند می‌توانند محصولات فیزیکی یا یک برند باشند. هدف از این نوع بازاریابی به وجود آوردن استراتژی‌هایی است که مشتری از طریق آن‌ها به تبلیغ یک ورزش یا کالایی غیر از ورزش از طریق ورزش بپردازد. بازاریابی ورزشی همچنین برای اینکه مشتری نیازها و خواسته‌های خود را از طریق یک پروسه تبدیل شناسایی کند طراحی شده‌است. این استراتژی‌ها از همان چهار «پی» معروف در بازاریابی عمومی (محصول، قیمت، تبلیغات و محل) پیروی می‌کنند. با در نظر گرفتن این که ورزش‌ها یک خدمت محسوب می‌گردند، چهار «پی» دیگر نیز به بازاریابی ورزشی افزوده شده‌اند. این چهار «پی» عبارتند از: برنامه‌ریزی، بسته‌بندی، موقعیت‌یابی و ادراک. این چهار عنصر اضافه شده «مخلوط بازاریابی ورزشی» نامیده می‌شوند.

## روان‌شناسی ورزش
روانشناسی ورزش از نظریه ها، تکنیک های ارزیابی روانشناسی و راهبردهای مداخله ای برای کمک به افراد جهت نیل به عملکرد بهتر استفاده می کند.
روان شناسی ورزش و تمرين عبارت از مطالعه علمی افراد و رفتارهای آن ها در محیط‌های ورزشی و استفاده کاربردی از علوم حاصل شده از این مطالعات می باشد
روانشناسی ورزش از نظریه ها، تکنیک های ارزیابی روانشناسی و راهبردهای مداخله ای برای کمک به افراد جهت نیل به عملکرد بهتر استفاده می کند. به‌طور ساده روان شناسی ورزش و تمرين عبارت از مطالعه علمی افراد و رفتارهای آن ها در محیط‌های ورزشی و استفاده کاربردی از علوم حاصل شده از این مطالعات می باشد.
روانشناسی ورزش دانشی میان رشته‌ای است که به بررسی داده‌های دو دانش حرکت‌شناسی و روان‌شناسی می‌پردازد. این رشته هم‌زمان به بررسی چگونگی تأثیر عوامل روانشناختی بر عملکرد آدمی و همین‌طور چگونگی مشارکت تأثیرات ورزش و تمرین‌های ورزشی بر عوامل روانشناختی و جسمی می‌پردازد.

### اثرات شخصی ورزش
ورزش در پیشگیری از افسردگی و بالا بردن روحیهٔ عمومی فرد مؤثر است.
در میانهٔ انجام فعالیت بدنی، تولید یک مادهٔ شیمیایی از بدن به نام «سروتونین» بیشتر می‌شود. کاهش سرتونین در بدن با افسردگی مرتبط است و داروهای ضد افسردگی نیز در جهت افزایش این ماده در بدن عمل می‌کنند؛ بنابراین در میان افرادی که به‌طور مرتب ورزش می‌کنند، احتمال ابتلا به افسردگی کاهش می‌یابد.
ورزش باعث آزاد شدن اندورفین می‌شود که به عنوان بالابر خلق و خوی طبیعی شناخته می‌شود ورزش بهترین ابزار در توسعه تاب آوری جسمانی و روانی است از طرفی با ورزش کردن، تولید «اندورفین» و «اپی نفرین» و «سیتوکین‌ها» نیز افزایش می‌یابد و این مواد به‌طور طبیعی باعث بالا بردن سطح هوشیاری و روحیهٔ عمومی فرد شده و احساس انرژی و شادابی بیشتری برای انجام کارهای روزمرهٔ زندگی به شخص ورزشکار اعطا می‌کنند. ورزش همچنین باعث ترشح سروتونین می‌شود که خلق و خو را بهبود می‌بخشد و علائم افسردگی را کاهش می‌دهد.
ورزش کردن روزانه به افزایش متابولیسم بدن و سطح کارایی فرد ورزشکار اضافه می‌کند و معمولاً افراد ورزشکار فعالتر، شادابتر، روحیه مثبت بالا و هوشیارتر نسبت به بقیه افراد می‌باشند. ضمناً کمبود ویتامین د بر کیفیت عملکرد ورزشی به‌ویژه سیستم تنفسی بدن به‌شدت تأثیرگذار می‌باشد که لازم است با انجام آزمایش خون سطح این ویتامین در بدن چک شود. تاب آوری روانی و مفهوم کلی ورزش و تمرینات بدنی ؛ لازم و ملزوم یکدیگر هستند ورزش در اشکال مختلف یکی از عوامل مهم در بهبود تاب آوری است تاب آوری در ورزش حرفه ای هم جایگاه منحصر به فرد و مؤثری در پیشبرد اهداف ورزشکار و ضامن قهرمانی وی خواهد بود در ورزش حرفه ای به دلایل متعدد ورزشکاران در شرایط پرفشار به سر میبرند ،بنابراین بیشتر از یک فرد عادی در معرض استرس، فشارها و انواع ناملایمات هستند تاب آوری همسفر قهرمانی است تاب آوری ضامن سلامت و متقدم بر موفقیت است .

### اثرات اجتماعی ورزش
این‌گونه در نظر گرفته‌اند که ورزشکاران کمتر به تنبلی و بیماری‌های گوناگون دچار می‌شوند و افزون بر داشتن اندامی متناسب از روحیهٔ بالا و شادابی نیز برخوردار هستند و این موفقیت، ارتباطات آنان را در زندگی روزمره، چه در خانواده و چه در اجتماع یا محیط کار تضمین می‌کند. کارفرمایان در به‌کارگیری افراد، این معیارهای مهم را در نظر خواهند گرفت؛ بنابراین یک شخص سالم و تندرست، از موقعیت و پیشرفت شغلی بهتری نسبت به افراد چاق و کم‌تحرک برخوردار خواهد بود. همچنین ورزش باعث افزایش اعتماد به نفس هم میشود

### پیشگیری از بزهکاری
یک فرد سالم و ورزشکار، ناخودآگاه از سیگار دوری می‌کند، چون در می‌یابد که ورزش به اکسیژن بیشتری نیاز دارد، ولی سیگار یا مواد مخدر به وضوح انرژی وی را کم و او را ضعیف تر می‌کند؛ بنابراین خود به خود برای پیشرفت در امور ورزشی خویش و برای انجام تمرینات، از این مواد دوری می‌جوید.
از سوی دیگر، در یک محیط ورزشی سالم کمتر می‌توان از این‌گونه افراد و آلودگی‌ها اثری یافت و احتمال ابتلای چنین افرادی به آلودگی‌های اجتماعی بسیار پایین است و به دلیل روحیهٔ ورزشی از بسیاری ناهنجاری‌های دیگر اجتماعی، که با خلق و خوی ورزشکاری همخوانی ندارد، پرهیز می‌کنند.

### تقویت عملکرد ذهن
همه ما شنیده ایم که عقل سالم در بدن سالم است. معنای این ضرب المثل چییست؟ این نشان دهنده این حقیقت است که ورزش باعث افزایش سطح ایمنی بدن، افزایش سطح اکسیژن و عملکرد بهتر قلب و در نتیجه خونرسانی و اکسیژن رسان بهتر به تمام اندام های بدن است. همانگونه که عضلات و اندامها در اثر ورزش تقویت شده و قوی تر می شوند، مغز و عملکردهای مغزی نیز در اثر ورزش و فعالیت های مختلف ورزشی، تقویت می شوند.
تعریف ورزش تنها در افزایش فعالیت جسمانی خلاصه نمی‌شود. بسیاری از ورزش‌های امروزی نظیر پینگ پنگ، اسکیت، اسکی، بسکتبال، هنرهای رزمی، شنا و… حرفه‌ای هستند و نیاز به یادگیری و حتی مربی مجرب دارند و کار فکری زیادی را نیز می‌طلبند؛ بنابراین ورزش‌های امروزی تنها یک فعالیت جسمی ساده نیستند، بلکه توانایی‌های پیچیدهٔ مغز را در کارهای گوناگون از جمله هماهنگی، چالاکی، درست عمل کردن و درست تصمیم گرفتن بهبود می‌بخشد.
به‌طور کلی می‌توان گفت ورزش در کلیهٔ اجزای جسم و ذهن بدن و در کلیهٔ مراحل زندگی انسان تأثیر غیرقابل انکار و به سزایی دارد. افراد ورزشکار ذهن فعالتر و خلاقانه‌ای دارند و دیرتر نسبت به بقیه دچار خستگی ذهنی می‌شوند.
یکی از ساده‌ترین وبهترین‌ها، طناب زدن سرعتی روزانه به مدت ۱۵ دقیقه هنگام صبح قبل از صبحانه می‌باشد که تأثیر چشمگیری در سلامت جسم و روان دارد.
در نتیجه ورزش روح بر بدن حاکم می‌شود و مقاومت بدن در برابر فرمان روح کم می‌شود. در چنین شرایطی امیال انسانی کنترل می‌شود.

### اثرات فیزیولوژیکی
دانشی است که به مطالعه واکنش دستگاه‌های بدن به فعالیت منظم بدنی (ورزش) می‌پردازد. در واقع فیزیولوژی ورزش به این مقوله می‌پردازد که با انجام تمرینات ورزشی چه اتفاقی در بدن افتاده و استرس ناشی از ورزش چه تغییری در کارکرد اعضا و دستگاه‌های مختلف بدن ایجاد می‌کند. این رشته در ایالات متحده آمریکا جزء مجموعه خدمات درمانی و بهداشتی قرار دارد. فیزیولوژی ورزش به ۴ بخش فراگیر تقسیم می‌شود: آمادگی جسمانی، فیزیولوژی ماهیچه‌ها، فیزیولوژی گردش خون، فیزیولوژی تنفس
بدن انسان برای اینکه بتواند نقش خود را به‌طور مؤثر در زندگی ایفا کند باید از آمادگی جسمانی خوبی برخوردار باشد یعنی به‌طور مداوم انرژی لازم را در اختیار داشته باشد تا بتواند وظایف خود را به نحو احسن انجام دهد. وقتی سخن از آمادگی جسمانی به میان می‌آید مقصود از آن داشتن چنان قلب، رگ‌های خونی و شش‌ها و ماهیچه‌هایی است که بتوانند وظایف خود را به خوبی انجام دهند و با شور و نشاط تمام در فعالیت‌ها و تفریحات سالمی شرکت کنند که افراد عادی و غیرفعال از انجام آن‌ها ناتوانند. عوامل متعددی در آمادگی جسمانی مؤثر است اما چهار عامل بیش از عوامل دیگر در این میان ایفای نقش می‌کنند این عوامل عبارت‌اند از (نیروی ماهیچه، استقامت ماهیچه، انعطاف ماهیچه و استقامت قلبی ریوی) می‌باشد.

## ۱۰ ورزش پرهوادار جهان
۱۰ ورزش پرهوادار جهان طبق آخرین بررسی‌ها طبق لیست زیر اعلام شده‌است:
1. فوتبال
2. کریکت
3. هاکی
4. تنیس
5. والیبال
6. تنیس روی میز
7. بسکتبال
8. بیس بال
9. راگبی
10. گلف

## نگارخانه

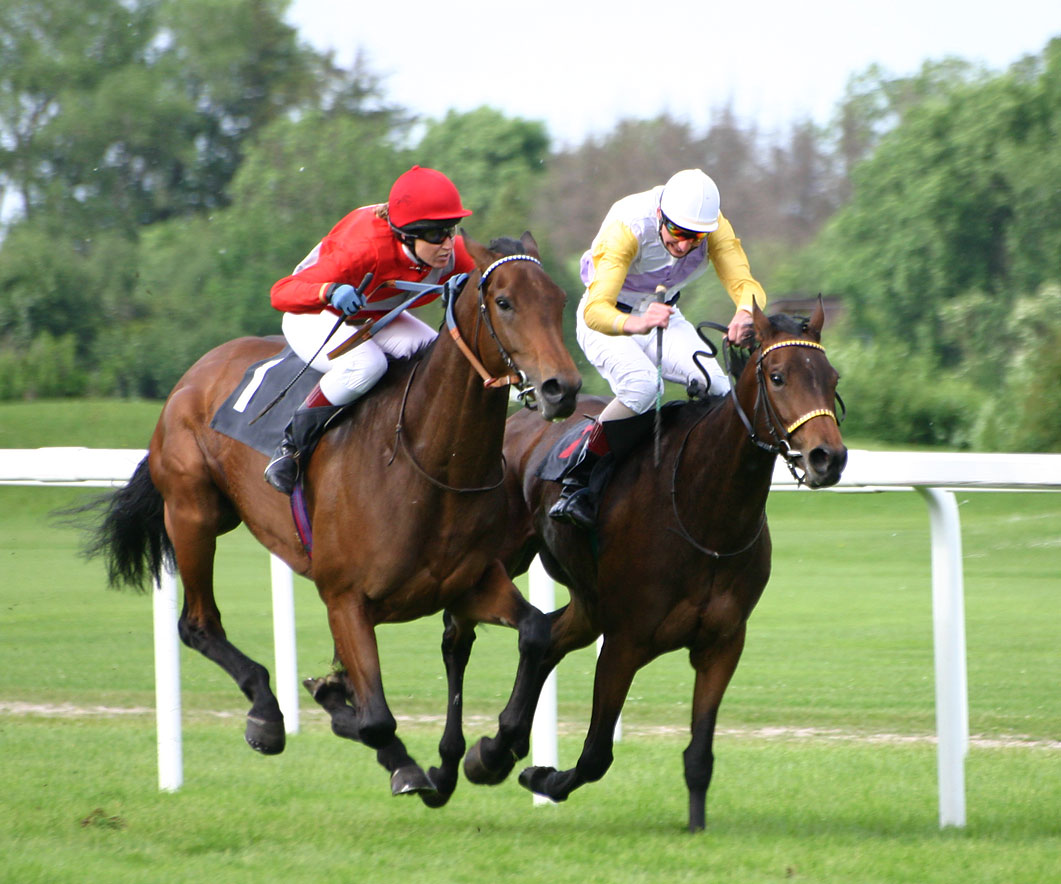
سوارکاری
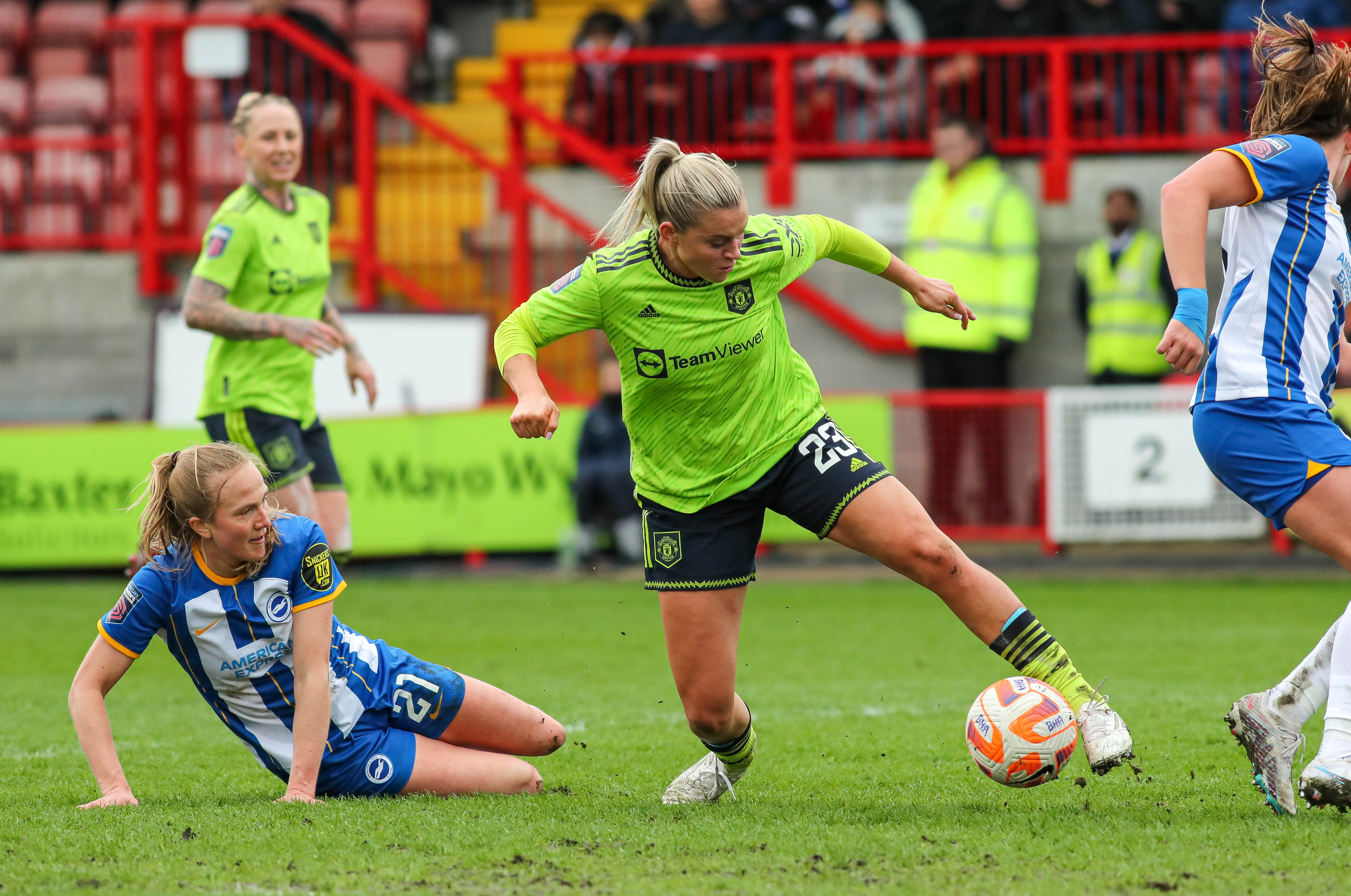
فوتبال
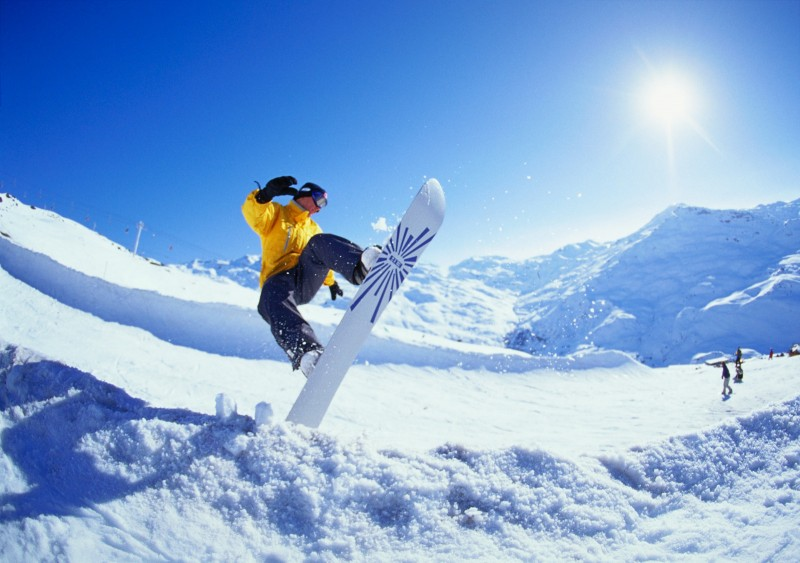
اسنوبرد سواری
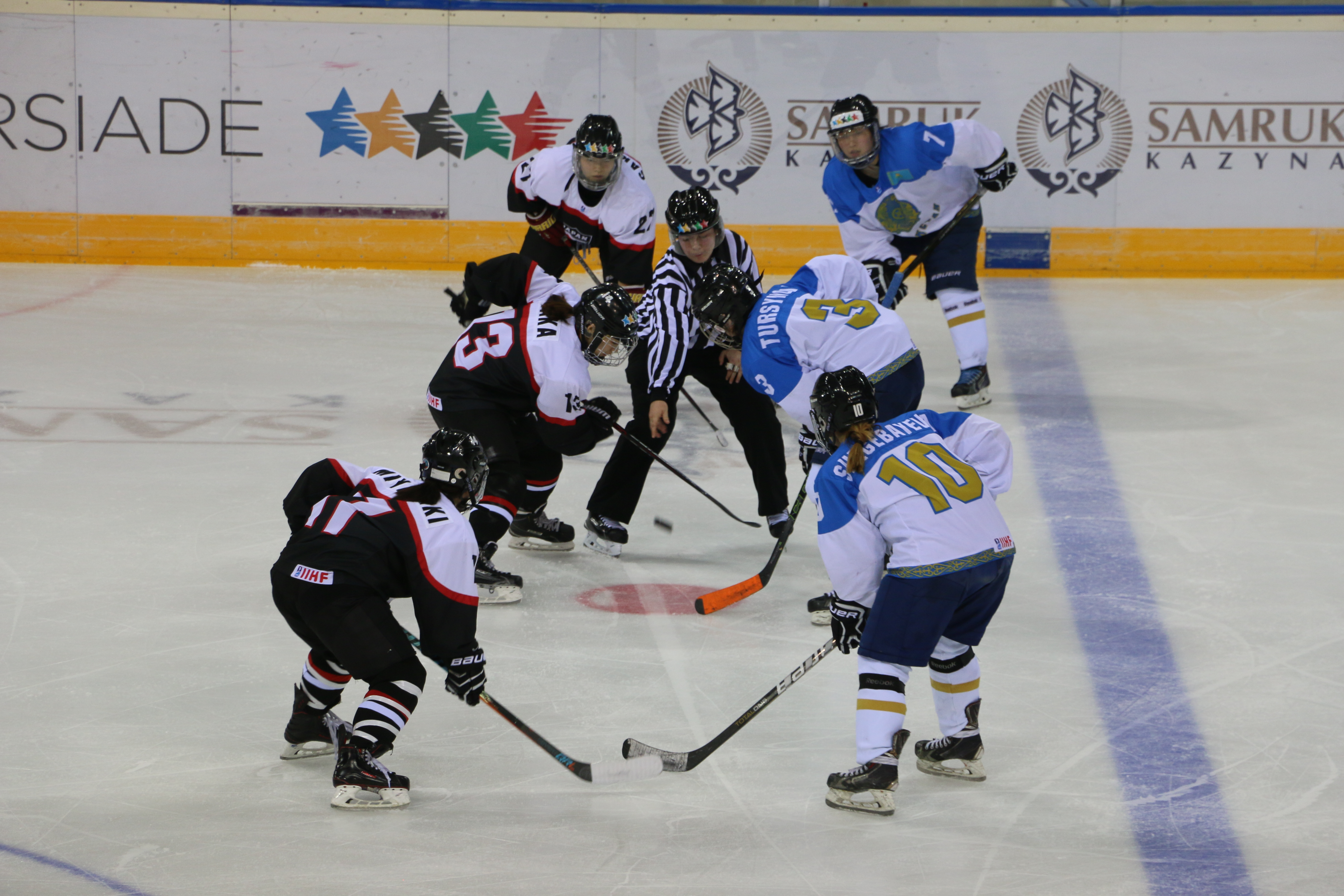
هاکی روی یخ
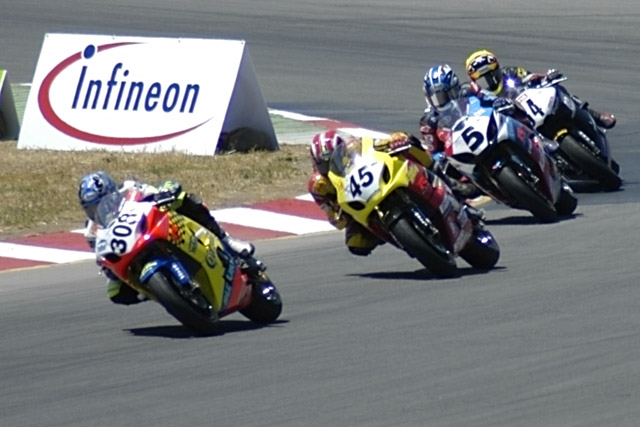
موتورسواری
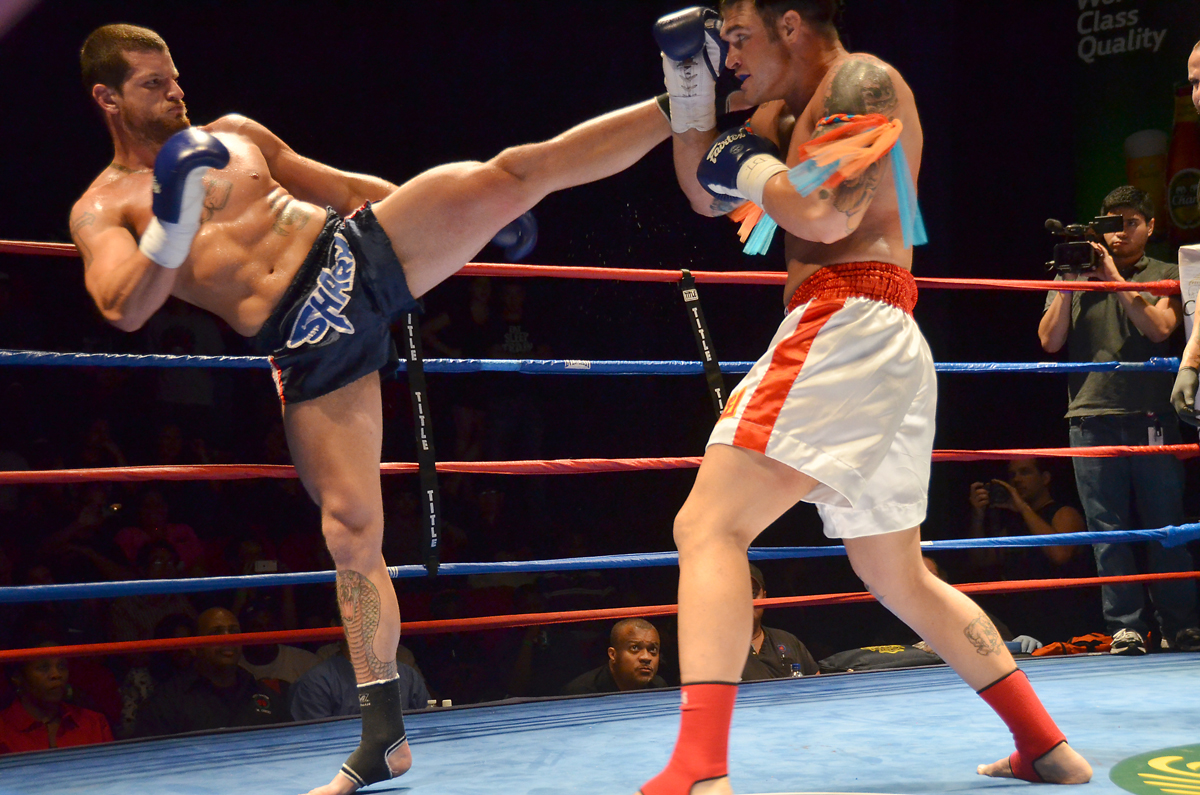
ورزش‌های رزمی
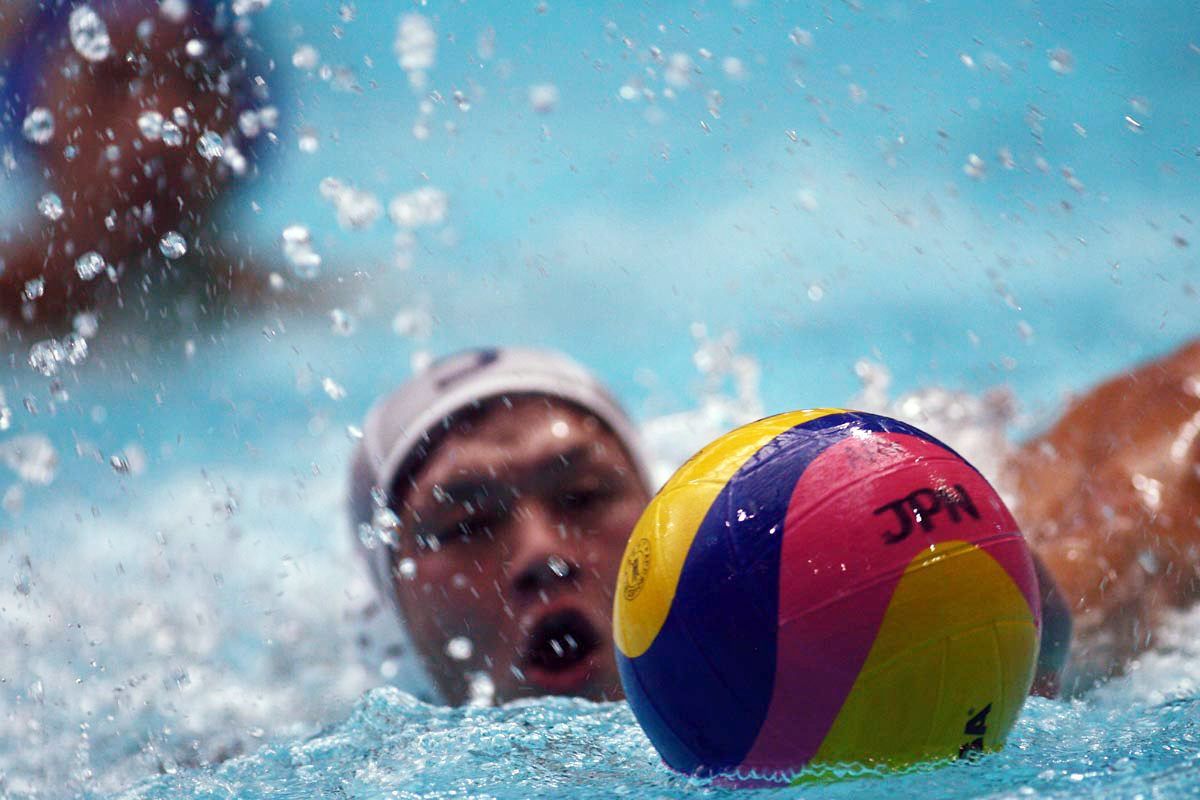
ورزش‌های آبی
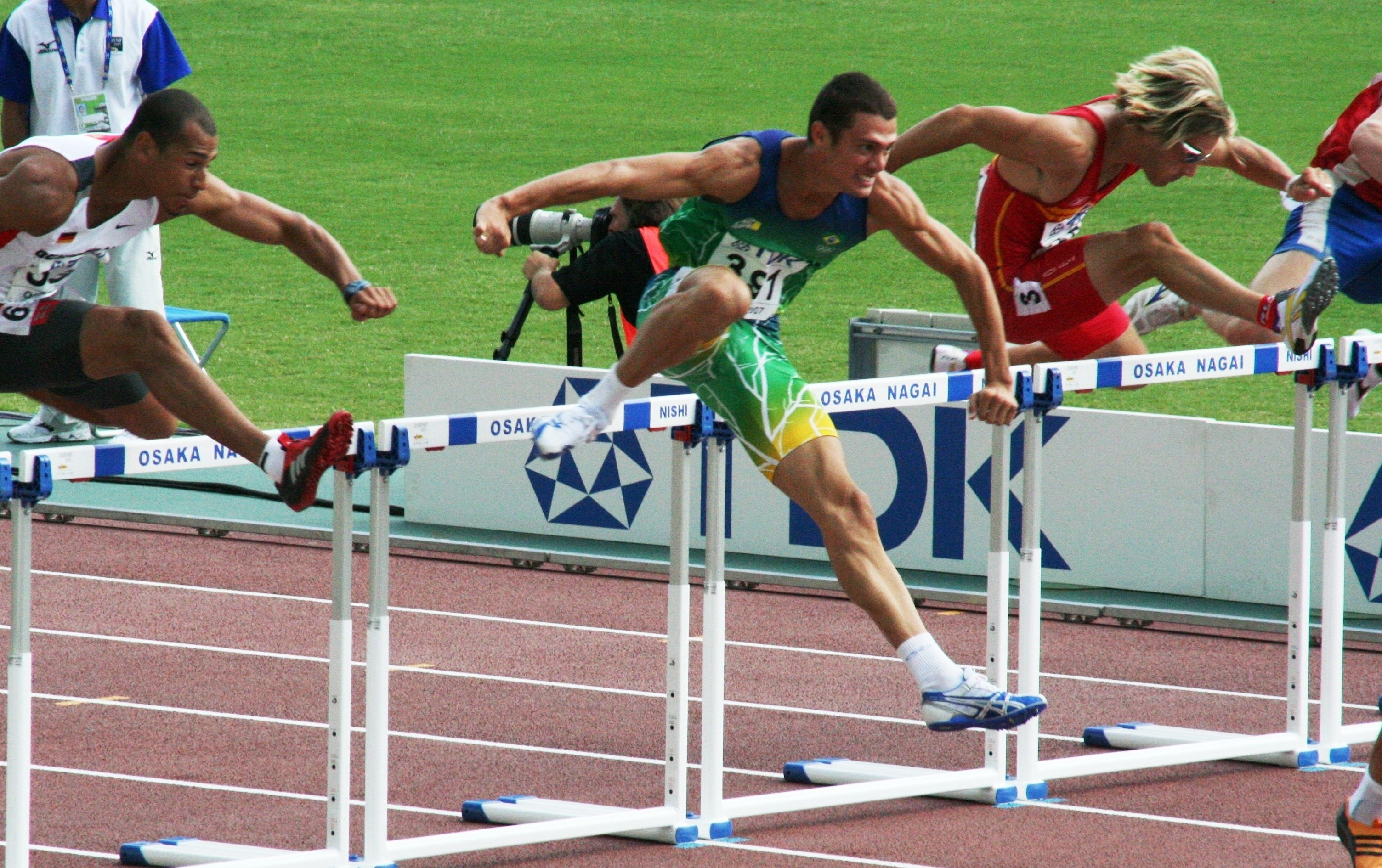
دو و میدانی
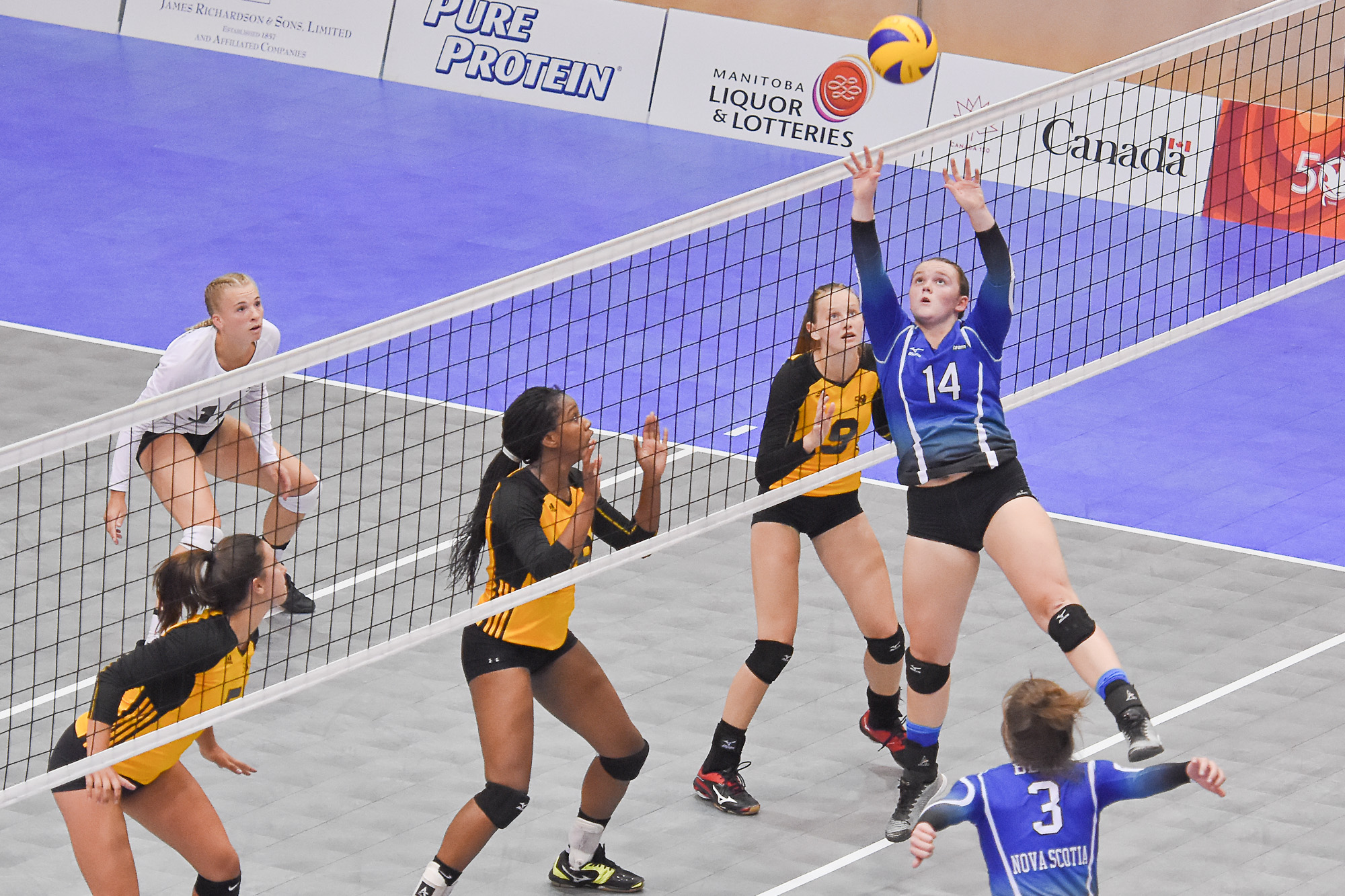
ورزش دختران و پسران در نوجوانی سلامت فیزیکی، قدرت عضلانی، تعادل عاطفی و شادمانی بیشتر در بزرگسالی را به همراه دارد.
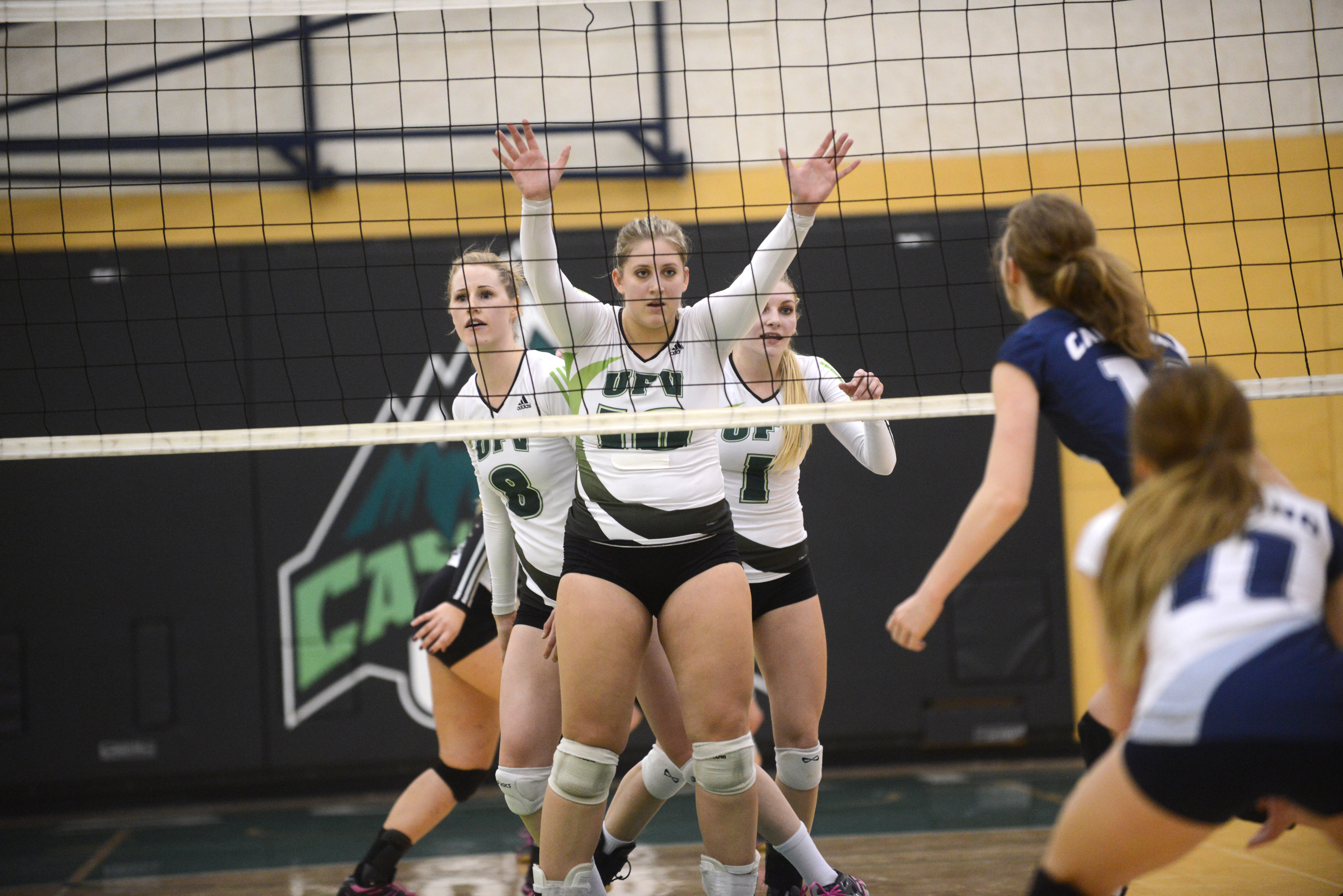
ورزش زنان با سرمایه کمتر به‌عنوان ابزاری برای افزایش نشاط اجتماعی در مردان و زنان جامعه به کار می‌رود.